# Natura 2000

Natura 2000 logo.

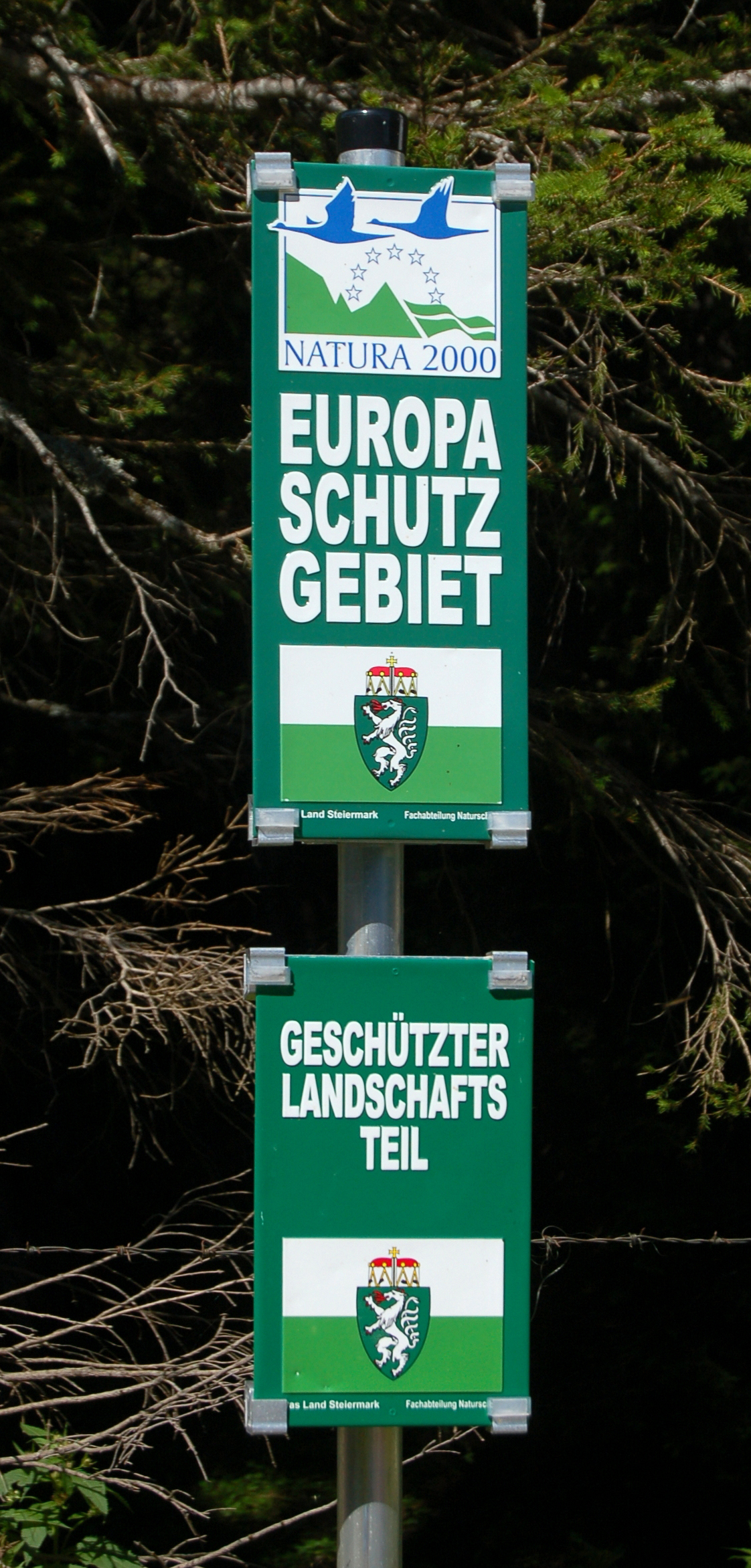
Natura 2000-skylt i Österrike.

Natura 2000 är ett nätverk av naturområden inom EU. Syftet med nätverket är att skydda och bevara den biologiska mångfalden.
Områden vars natur är värdefull ur ett EU-perspektiv ska ingå i Natura 2000, vilket innebär att de klassas som områden med särskilda skydds- eller bevarandevärden. Dessa områden ska ha en bevarandeplan som pekar ut naturvärdena och ska beskriva vad som krävs för att värdena långsiktigt ska kunna finnas kvar.
Natura 2000 sträcker sig över 18 % av EU:s landareal och 6 % av EU:s marina territorium, vilket gör det till det största koordinerade nätverket av skyddade områden i världen.
Natura 2000 är ett nätverk med livsmiljöer för ovanliga och hotade arter, och ett flertal värdefulla naturtyper skyddas för att kunna bevaras. Målet med nätverket är att se till på lång sikt att Europas mest värdefulla och hotade arter och naturtyper bevaras.
Natura 2000 är inte strikta naturreservat. Det innefattar strikt skyddade naturreservat också, dock är den mesta marken privat ägd. Tillvägagångssättet för bevaring och hållbar användning av områdena i Natura 2000 är mycket vidare, centrerat kring människor som arbetar med naturen snarare än emot den. Medlemsländerna måste säkerställa att områdena förvaltas på ett hållbart sätt, både ekologiskt och ekonomiskt.

## Historia
I maj 1992 införde EU en lagstiftning designad för att skydda de mest hotade habitaten och arterna i Europa. Habitatdirektivet kompletterar fågeldirektivet som antogs 1979 och tillsammans utgör de Natura 2000:s nätverk av skyddade områden.

### Skyddsområden
Fågeldirektivet kräver nätverket Särskilt Skyddsområde (SPA) för fåglar. På samma sätt behöver habitatdirektivet Sites of Community Importance (SCIs). I ett avtal med Europeiska kommissionen blev dessa områden Special Areas of Conservation (SACs) där inte bara fåglar utan även andra arter och tillika habitat skyddas (d.v.s speciella skogsområden, våtmarker etc). Natura 2000 nätverket är EU:s bidrag till “Areas of Special Conservation Interest” (ASCIs) som etablerades under Bernkonventionen, om skydd av växter, djur och miljö.

### EU-medlemskap
Ett av kraven för att bli ett medlemsland i EU är att lämna in förslag på områden som möter samma natura 2000-krav som resten av medlemsstaterna. En del nya medlemmar har stora områden som faller under natura 2000 och implementeringen av dessa skyddszoner har inte alltid varit enkel. Val av skyddsområden görs av medlemsstaterna och Europeiska kommissionen där man följer stränga vetenskapliga kriterier som definieras enligt direktiven nämnda ovan. Medlemsländerna väljer själva vilka områden som innefattas av SPA medan SAC:s områden väljs i en mer ingående process: varje medlemsland måste göra en lista med landets främsta områden för vilda djur och växter vilka innefattas av habitatdirektivet; denna lista måste sedan skickas in till Europakommissionen. När detta är gjort genomgås en evaluerings- samt urvalsprocess på europeisk nivå där dessa områdens status som Natura 2000-områden avgörs.

### Habitatdirektivet
Habitatdirektivet delar in EU:s områden i nio biogeografiska områden, var och en med sitt eget ekologiska sammanhang. Natura 2000-områden väljs enligt de förutsättningar som finns i varje biogeografiska region, utvalda områden representerar därmed arter och habitattyper som liknar varandra över landgränserna. Varje Natura 2000-område har ett unikt ID, kallat “Standard Data Form (SDF)”. Detta ID används som en juridisk referens när man bedömer förvaltningen av de olika arterna och habitaten genom konceptet gynnsam bevarandestatus.

## Natura 2000-områden i Sverige
I Sverige finns det drygt 4000 Natura 2000-områden. Flera områden är utvalda därför att de är viktiga livsmiljöer för hotade arter. 90 av livsmiljöerna och drygt 100 av djur- och växtarterna i habitatdirektivet finns här. Därtill häckar regelbundet cirka 60 av fågeldirektivets fåglar i vårt land. Natura 2000-områden är i Sverige skyddade enligt miljöbalkens sjunde kapitel. Det betyder att åtgärder inom ett sådant område kan kräva tillstånd från länsstyrelsen. Naturvårdsverket koordinerar arbetet med Natura 2000-områdena i Sverige.
Det är länsstyrelserna i respektive län som ansvarar för att ta fram förslag på nya Natura 2000-områden. De områden som väljs ut är de med högst naturvärden och som på bästa sätt bidrar till nätverket. Länsstyrelserna har under processen samråd med markägare och berörda myndigheter. Därefter granskar Naturvårdsverket urvalet och ger förslag till regeringen.
Regeringen beslutar därefter om att ge förslag till Europeiska kommissionen som gör det slutgiltiga beslutet angående områden som ska upptas i Natura 2000-området. Kommissionen granskar urvalet vetenskapligt och fastställer biogeografiska listor.

## Aktuell status
Natura 2000 skyddar omkring 18 procent av allt land i EU-länderna (787,606 kvadratkilometer 2016). Listan på de landområden som vill skyddas anses vara så gott som komplett. Trots att utnämningen av platserna är nästan färdig saknar många områden den förvaltning och verkställande av skyddsåtgärder som krävs. Natura 2000 har ställts inför mycket kritik från utvecklare, jordbrukare och politiker som fruktar att bevarandet av livsmiljöer och arter kan bromsa utvecklingen.
360 350 kvadratkilometer marinmiljö hade 2016 utnämnts till Natura 2000-områden. EU har under åren etablerat en allt starkare politisk ram för att ta itu med de många utmaningar den marina miljön ställs inför.
Natura 2000-områden kan variera avsevärt i sin karaktär. De är inte strikt skyddade när det gäller hur de får brukas. Många områden används för jordbruk, skogsbruk samt vissa är urbaniserade. Europeiska kommissionen har utarbetat riktlinjer för att skydda de vilda områden inom Natura 2000, som tros utgöra cirka 13% av nätverket .

## Natura 2000-dagen och Natura 2000-priset
Trots att Natura 2000 har funnits sedan 1992 är det inte många som känner till nätverket.
Den 21 maj 1992 godkändes EU:s habitatdirektiv som tillsammans med fågeldirektiv utgör grunden för Natura 2000-nätverket. För att öka människors kännedom av Natura 2000 har den 21 maj utsetts till Europeiska Natura 2000-dagen. Firandet är en del av Life projektet Natura 2000: Connecting people with biodiversity som genomförs av SEO/BirdLife och EFE med stöd från den Europeiska kommission .
Natura 2000-priset lanserades av Europeiska kommissionen för att uppmärksamma kvalitativ förvaltning av Natura 2000-områden. Priset har också till syfte, precis som Natura 2000-dagen, att uppmärksamma själva nätverket och visa på dess betydelse för Europas biologiska mångfald. Priset delas ut i fem olika kategorier och kan beviljas företag, offentliga organ, icke-statliga organisationer, frivilliggrupper, markägare, universitet och skolor eller privatpersoner .